# Beñat Albizuri
Beñat Albizuri Aransolo, né le 17 mai 1981 à Berriz dans la communauté autonome du Pays basque, est un coureur cycliste espagnol.

## Biographie

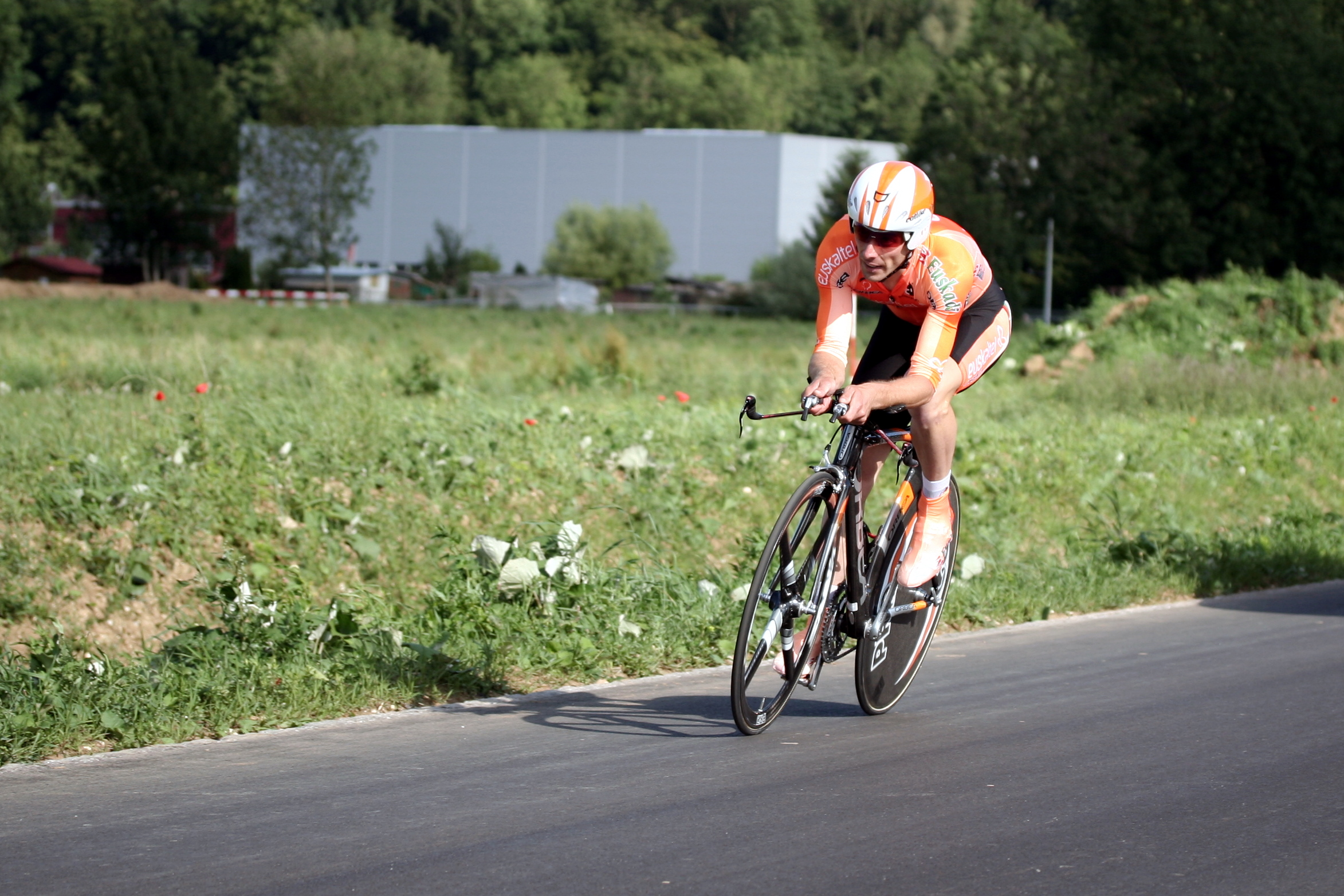
Au prologue du Tour de Suisse 2007.

## Palmarès
- 2004
  - Lazkaoko Proba
  - Premio Ega Pan
  - Santikutz Klasika
  - San Gregorio Saria
  - Prueba Loinaz
  - San Roman Saria
  - 2e du Mémorial Valenciaga
  - 2e du Premio San Pedro

## Résultats sur les grands tours

### Tour d'Italie
2 participations
- 2006 : 144e
- 2007 : abandon (8e étape)